# Ваховський Леонід Цезарович
Леоні́д Це́зарович Вахо́вський (нар. 9 серпня 1952 року, с. Крейдяне) — педагог, доктор педагогічних наук (2002), професор (2005), Відмінник освіти України.

## Біографічні дані
Народився 9 серпня 1952 року в с. Крейдяне Марківського району Луганської області.
У 1978 році закінчив Ворошиловградський педагогічний інститут, де відтоді й працює: з 1990 по 1991 — виконувач обов'язків завідувача кафедри педагогіки і методики вихов. роботи, з 1991 по 1996 — завідувач кафедри педагогіки і методики викладання історії, з 1999 по 2000 — доцент, з 2000 по 2001 — завідувач кафедри соціальної педагогіки, з 2001 — декан історичного факультету, водночас з 2003 — професор кафедри соціальної педагогіки та соціальної роботи.

## Наукові роботи
Досліджує проблеми філософії та історії освіти, педагогіки сім'ї, порівняльної педагогіки.

### Основні праці
За ЕСУ:
- Семейное воспитание: краткий словарь. — Москва, 1990;
- Развитие духовной культуры школьников: науч.-метод. сб. — Лг., 1995;
- Предпринимательство Луганщины: Становление в условиях обществ. кризиса. — Лг., 1995 (співавтор);
- Западноевропейская философия воспитания эпохи Просвещения. — Лг., 2000;
- Соціальна робота в Україні: навч. посіб. — К., 2003 (співавтор).[1]